# Ундарія периста
Унда́рія пе́риста, пірчаста (лат. Undaria pinnatifida) або Вакаме́ (яп. ワカメ)　— вид ламінаріальних водоростей (класу бурі водорості). Ендемік Тихоокеанський-азійського регіону. Росте в прибережних водах Японії, Кореї, Китаю та Примор'я. В 20 столітті інтродукована в Атлантику й південну півкулю. Трапляється на атлантичному і середземноморському узбережжі Франції, Італії, Португалії, а також Новій Зеландії, Тасманії, Австралії, Аргентині, США. Використовується в японській, корейській та китайській кухнях. В Японії є об'єктом аквакультури, вирощується на морських плантаціях.
Рибалки в Японії вирощували вакаме з періоду Нари. Станом на  2018, група спеціалістів з інвазивних видів внесла [що?] до свого списку 100 найгірших глобально інвазивних видів.

## Імена
Основна загальна назва походить від японської назви wakame (ワ カ メ, わ か め, 若 布, 和 布) .
- По-англійськи його називають «морською гірчицею». [5]
- У Китаї водорость називають qúndài cài (裙带 菜). [6]
- Французькою їх називають «wakamé» або «fougère des mers» (морська папороть).
- У Кореї водорость називають miyeok (미역).

### Етимологія
У давньо-японській мові ме взагалі позначало їстівні водорості, на відміну від mo, що позначає водорості . Пізніше термін поширився на інші водорості, такі як кайміме, гіроме (комбу , араме тощо). Вакаме походить від waka + me (若 布, досл. «молоді водорості»). 

## Історія на Заході
Найдавніша згадка в західних документах у Ніппо Джишо (1603), як Вакаме.
Починаючи з 60-х років минулого століття, слово «вакаме» почало широко застосовуватися в США, а продукт (імпортований у висушеному вигляді з Японії) став доступним у магазинах натуральних продуктів харчування та азіатсько-американських продуктових магазинах через вплив макробіотичного руху, а в 1970-х роках із зростанням кількості японських ресторанів та суші-барів.

## Аквакультура
| Wakame, raw Харчова цінність в 100 г продукту |          |
| --- | -------- |
| Енергетична цінність 45 ккал / 188 кДж |          |
| \| Білки \| 3.03 g \| \| Жири \| 0.64 g \| \| Вуглеводи \| 9.14 g \| \| дисахариди \| 0.65 g \| \| \| \| \| Тіамін (B1) \| 0.06 мг \| \| Рибофлавін (B2) \| 0.23 мг \| \| Ніацин (B3) \| 1.6 мг \| \| Пантотенова кислота (B5) \| 0.697 мг \| \| Фолацин (B9) \| 196 мкг \| \| Аскорбінова кислота (віт. С) \| 3 мг \| \| Токоферол (вітам. E) \| 1 мг \| \| Вітамін K \| 5.3 мкг \| \| \| \| \| Кальцій \| 150 мг \| \| Залізо \| 2.18 мг \| \| Магній \| 107 мг \| \| Фосфор \| 80 мг \| \| Натрій \| 872 мг \| \| Цинк \| 0.38 мг \| \| \| \| |          |
| Link to USDA Database entry Джерело: USDA Nutrient database |          |
| Білки | 3.03 g   |
| Жири | 0.64 g   |
| Вуглеводи | 9.14 g   |
| дисахариди | 0.65 g   |
| |          |
| Тіамін (B1) | 0.06 мг  |
| Рибофлавін (B2) | 0.23 мг  |
| Ніацин (B3) | 1.6 мг   |
| Пантотенова кислота (B5) | 0.697 мг |
| Фолацин (B9) | 196 мкг  |
| Аскорбінова кислота (віт. С) | 3 мг     |
| Токоферол (вітам. E) | 1 мг     |
| Вітамін K | 5.3 мкг  |
| |          |
| Кальцій | 150 мг   |
| Залізо | 2.18 мг  |
| Магній | 107 мг   |
| Фосфор | 80 мг    |
| Натрій | 872 мг   |
| Цинк | 0.38 мг  |
| |          |

Японські та корейські морські фермери вирощували вакаме протягом століть і досі є провідними виробниками та споживачами. Вакаме також культивується у Франції з 1983 року на морських полях, встановлених біля берегів Бретані. 
Дикорослий вакаме збирають у Тасманії, Австралія, а потім продають у ресторанах у Сіднеї  а також збирають водах протоки Фово в Саутленді, Нова Зеландія, і сушать ліофільно для продажу. 

## Кухня
Undaria pinnatifida — їстівні водорості родини Alariaceae. Мають витончено солодкий, але характерний і сильний смак і текстуру. Найчастіше їх подають у складі супів та салатів. Листя вакаме зелене, має витончено солодкий смак і атласну текстуру. Листя слід нарізати на невеликі шматочки, оскільки воно буде розширюватися під час варіння.
В Японії та Європі вакаме використовується в супах (зокрема, супі місо) та салатах (салат з тофу), або часто просто як гарнір до тофу та салату. Ці страви зазвичай заправляються соєвим соусом та оцтом / рисовим оцтом.

Гома-вакаме, також відомий як салат з водоростей, є популярним гарніром в американських та європейських ресторанах суші. У дослівному перекладі це означає «водорості кунжуту», оскільки насіння кунжуту зазвичай входять в рецепт.

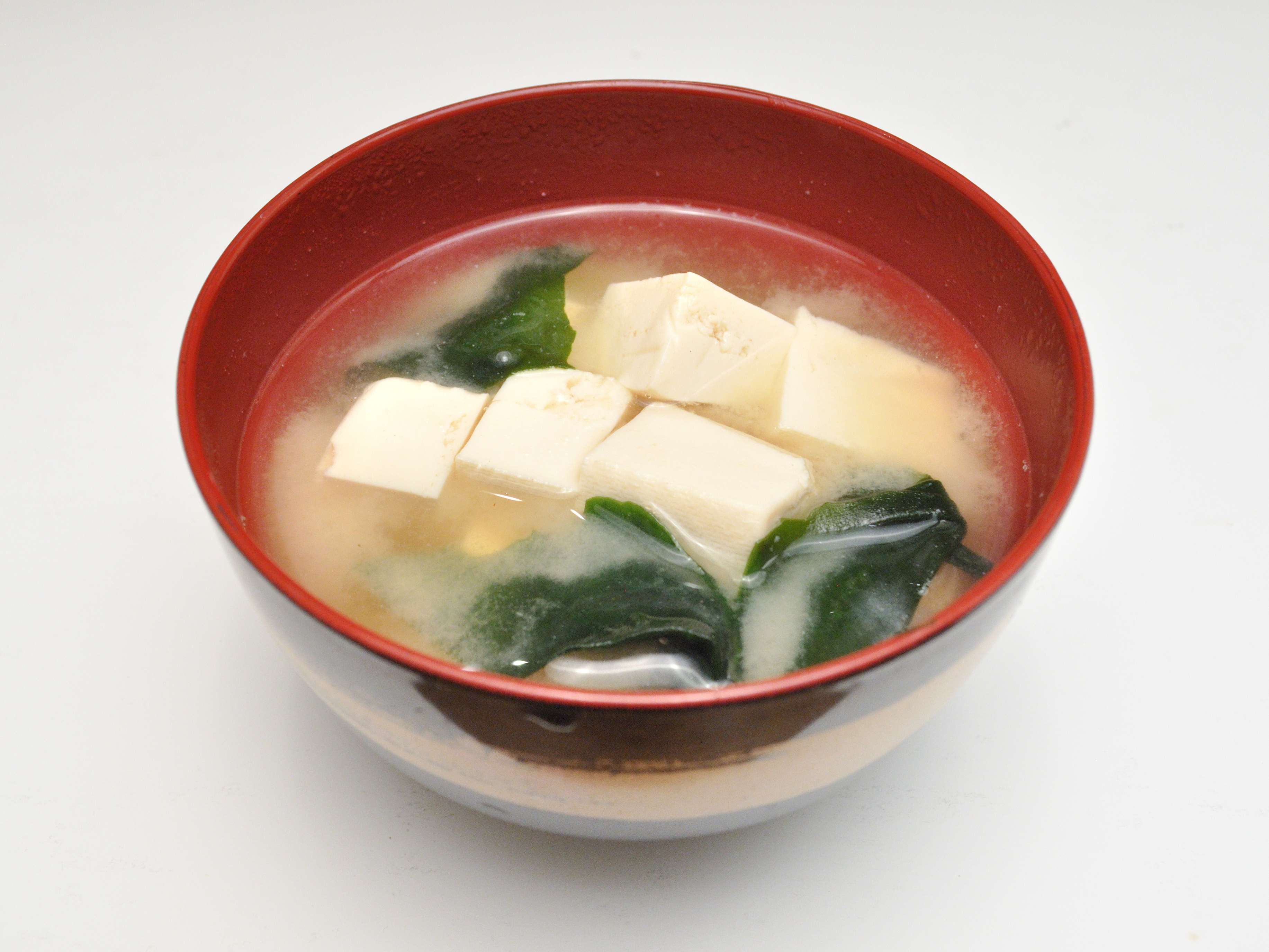
Японський суп місо з тофу, вакаме та зеленою цибулею
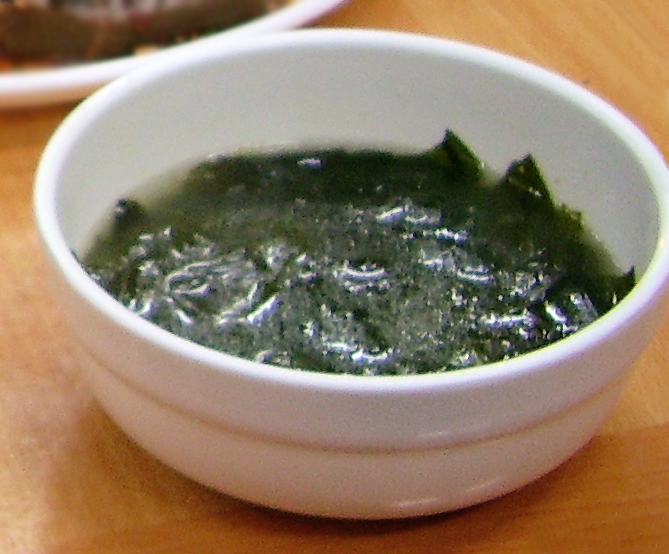
Корейський суп, приготований з водорості
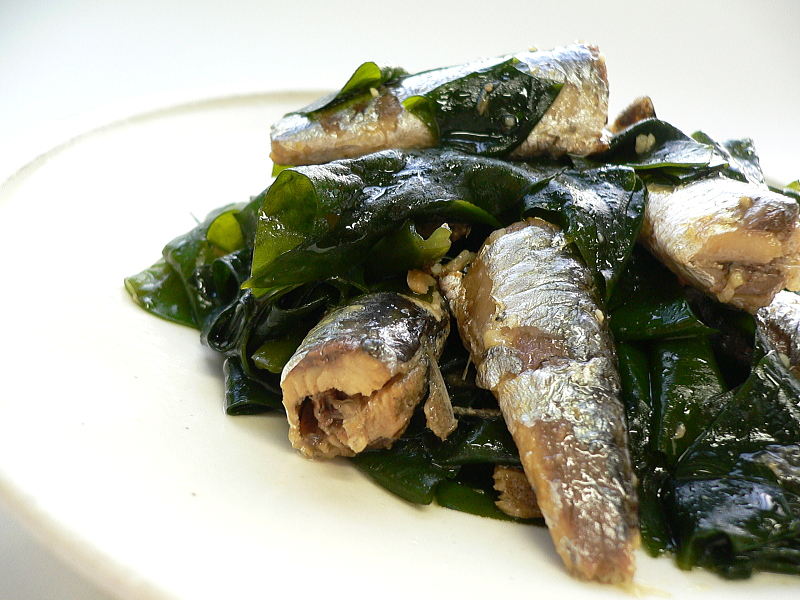
Японська страва, що складається з вакаме з сардинами